# Mariam Bolkvadze
Mariam Bolkvadze (en géorgien : მარიამ ბოლქვაძე) née le 1er janvier 1998, est une joueuse géorgienne de tennis professionnelle.

## Biographie
Mariam Bolkvadze nait le 1er janvier 1998 à Batoumi en Géorgie. Elle commence à jouer au tennis à neuf ans. Admiratrice de la joueuse de tennis russe Maria Sharapova, elle déménage à l'âge de treize ans au Royaume-Uni pour se spécialiser dans ce sport. Elle est formée notamment à Londres par Otto Buchholdt. Elle parle le géorgien, le russe et l'anglais,.

## Carrière junior
En junior, elle se concentre sur les compétitions nationales et les tournois continentaux organisés par Tennis Europe. Elle remporte l'Aegon Junior International 2013 à Londres, en battant Jodie Burrage. Aux Championnats d'Europe juniors organisés à Moscou à la même année, elle perd contre Fanny Stollár en 32es de finale.
Elle se qualifie au tournoi mondial junior de l'ITF en avril 2013 où elle est finaliste face à Britannique Freya Christie. Elle est également finaliste en double féminin du tournoi junior de Wimbledon 2016, perdant contre Usue Maitane Arconada et Claire Liu en deux sets. Elle joue son seul tableau junior du Grand Chelem en simple lors du même tournoi où elle est battue par Sofia Kenin au troisième tour.

## Carrière professionnelle
Classée 202e mondiale, elle participe à l'US Open 2019 et s'en sort en qualifications contre la huitième tête de série Heather Watson en trois sets. Elle bat au deuxième tour la Sud-Coréenne Han Na-lae en trois sets puis enfin la Chinoise Xu Shilin. Elle se qualifie pour son premier tournoi majeur et devient la quatrième Géorgienne à se qualifier pour un tournoi du Grand Chelem. Au premier tour, elle s'impose contre l'Américaine Bernarda Pera en trois sets avant de perdre au 2e tour contre la troisième tête de série, la Tchèque Karolína Plíšková,, 1-6, 4-6. Grâce à son parcours, elle atteint alors le 152e rang mondial. 
Elle évolue alors plusieurs années sur le circuit ITF. À l'été 2024, elle parvient deux fois en quart de finale de tournois WTA 125 à
Kozerki puis Barranquilla.

## Parcours en Grand Chelem

### En simple dames
| Année | Open d'Australie | Open d'Australie    | Internationaux de France | Internationaux de France | Wimbledon | Wimbledon         | US Open        | US Open           |
| ----- | ---------------- | ------------------- | ------------------------ | ------------------------ | --------- | ----------------- | -------------- | ----------------- |
| 2019  | —                | —                   | —                        | —                        | Q1        | Anhelina Kalinina | 2e tour (1/32) | Karolína Plíšková |
| 2020  | Q1               | Caroline Dolehide   | Q1                       | Kamilla Rakhimova        | Annulé    | Annulé            | —              | —                 |
| 2021  | Q2               | Margarita Gasparyan | Q2                       | Vera Zvonareva           | Q1        | Varvara Flink     | Q2             | Emma Raducanu     |
| 2022  | Q1               | Irina Bara          | Q1                       | Seone Mendez             | Q2        | Jana Fett         | —              | —                 |
|       |                  |                     |                          |                          |           |                   |                |                   |
| 2025  | Q2               | Séléna Janicijevic  | Q1                       | Daria Snigur             | Q2        | Céline Naef       |                |                   |

N.B. : à droite du résultat se trouve le nom de l'ultime adversaire.

## Classements WTA en fin de saison
| Année          | 2013 | 2014 | 2015 | 2016 | 2017 | 2018 | 2019 | 2020 | 2021 | 2022 | 2023 | 2024 |
| Rang en simple | 1203 | 696  | 576  | 439  | 545  | 369  | 153  | 194  | 177  | 322  | 723  | 195  |
| Rang en double | 1236 | 952  | 727  | 534  | 630  | 487  | 442  | 428  | 255  | 311  | 515  | 439  |

Source : (en) Classements de Mariam Bolkvadze sur le site officiel de la Fédération internationale de tennis